# Fuligomyces macrosporus
Fuligomyces macrosporus är en svampart som beskrevs av Morgan-Jones & Kamal 1984. Fuligomyces macrosporus ingår i släktet Fuligomyces, divisionen sporsäcksvampar och riket svampar.   Inga underarter finns listade i Catalogue of Life.